# Кубок России по русским шашкам среди мужчин 2010
Кубок России по русским шашкам среди мужчин 2010 года прошёл 10-20 апреля в д/о Колонтаево (Московская область). Разыгрывались три комплекта наград. Явного лидера не было. У Гаврила Колесова две медали — серебряная и бронзовая, у остальных — по одной. Главный судья, международный арбитр Ильенко В. Ф., главный секретарь, арбитр ФМЖД Мельников А. П..

## классическая программа
прошёл 10 — 20 апреля. 10 участников.
 Золото — Михаил Фёдоров,
 Серебро — Николай Абациев,
 Бронза — Юрий Королёв.

## быстрая программа
прошёл 17 апреля. 16 участников.
 Золото — Александр Георгиев
 Серебро — Гаврил Колесов
 Бронза — Иван Трофимов

## молниеносная программа
прошёл 22 апреля. 18 участников.
 Золото — Александр Шварцман,
 Серебро — Николай Гуляев,
 Бронза — Гаврил Колесов